# Distrito Nipissing
El distrito Nipissing es un distrito del noreste de Ontario en Canadá. Creado en 1858, el distrito se encuentra en la North Bay.
En el año 2006, la población era de 84 688 habitantes. Tiene una superficie de 17 065,07 km cuadrados y una densidad poblacional de 5,0 personas por kilómetro cuadrado, convirtiéndolo en el distrito más densamente poblado del noreste de Ontario.

## Municipalidades

### Ciudades
- Bahía North, Notario

### Poblados
- Mattawa
- Temagami
- West Nipissing

Además, parte de la ciudad de Kearney es a veces considerada como perteneciente al distrito Nipissing, a pesar de que estadísticamente Canadá no considera que sea parte de la división del censo.

### Municipios
- Bonfield
- Calvin
- Chisholm
- East Ferris
- Mattawan
- Papineau-Cameron
- South Algonquin

### Áreas no organizadas
- Área Norte, No Organizada de Nipissing
- Área Sur, No Organizada de Nipissing

### Primeras Naciones
- Isla Bear 1, Ontario
- Nipissing 10, Ontario